# Hans Hermes

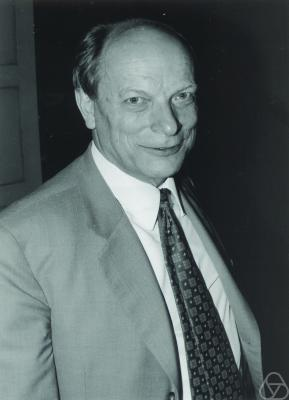
Hans Hermes im Mathematischen Forschungsinstitut Oberwolfach 1970

Hans Hermes (* 12. Februar 1912 in Neunkirchen (Saar); † 10. November 2003 in Freiburg im Breisgau) war ein deutscher Mathematiker, der bedeutende Beiträge zu den Grundlagen der mathematischen Logik geleistet hat.

## Leben
Hermes studierte ab 1931 Mathematik, Physik, Chemie, Biologie und Philosophie an den Universitäten Freiburg im Breisgau, München und Münster. 1937 legte er das Staatsexamen in Münster ab und wurde dort 1938 bei dem Physiker Adolf Kratzer und dem Philosophen und Logiker Heinrich Scholz promoviert (Eine Axiomatisierung der Mechanik). Danach ging er mit einem Stipendium an die Universität Göttingen und wurde dann Assistent an der Universität Bonn. Im Zweiten Weltkrieg war er bis 1943 als Soldat auf der seit 1940 von der deutschen Wehrmacht besetzten Kanalinsel Jersey und danach an der Chemisch-Physikalische Versuchsanstalt der Marine in Kiel und gegen Kriegsende am Toplitzsee. 1947 wurde er bei Ernst Peschl in Bonn habilitiert (Analytische Mannigfaltigkeiten in Riemannschen Bereichen) und war dann Diätendozent und ab 1949 Dozent an der Westfälischen Wilhelms-Universität Münster, wo er sich wieder der mathematischen Logik zuwandte.
Hans Hermes war ein Wegbereiter der Turing-Maschine als des zentralen Konzepts der Berechenbarkeit.
Bereits 1937 berichtete Hermes unter dem Titel Definite Begriffe und berechenbare Zahlen einen Artikel über die Turing-Maschine, der sich noch eng an Turing hält, aber die universelle Maschine und den Bezug zum Entscheidungsproblem nicht enthält. 1954 erschien dann ein informeller Beweis, dafür, dass die Möglichkeiten von programmierbaren Digitalrechnern die berechenbaren Funktionen umfassen, dass also die konkreten Rechenmaschinen die gleiche Mächtigkeit besitzen wie Turingmaschinen (siehe Turing-Vollständigkeit).
1952 veröffentlichte er zusammen mit Heinrich Scholz einen enzyklopädischen Bericht, der die Entwicklung der Mathematischen Logik wesentlich beeinflusst und gefördert hat.
Im Jahre 1953 übernahm er von Heinrich Scholz die Leitung des einflussreichen Instituts für mathematische Logik und Grundlagenforschung der Westfälischen Wilhelms-Universität in Münster. Unter seiner Leitung wurde das Münstersche Institut zu einem Zentrum der jungen Disziplin, das nicht nur auf die Bundesrepublik, sondern auch auf das Ausland ausstrahlte. Mit Hermes waren dort unter anderem Wilhelm Ackermann und Gisbert Hasenjaeger. 1966 nahm er einen Ruf auf den neu eingerichteten Lehrstuhl für Mathematische Logik und Grundlagen der Mathematik an der Albert-Ludwigs-Universität Freiburg an und baute dort eine gleichnamige Abteilung am Mathematischen Institut auf. Dieter Rödding wurde sein Nachfolger in Münster. Hans Hermes wurde 1977 in Freiburg emeritiert.
1967 wurde Hermes in die Heidelberger Akademie der Wissenschaften gewählt.
Hermes’ Lehrbücher wie auch seine wissenschaftlichen Arbeiten überzeugen laut Heinz-Dieter Ebbinghaus durch Originalität, Exaktheit und intuitive Klarheit. Er war überdies ein überragender akademischer Lehrer, der es verstand, auch schwierige Themen und komplizierte Beweise äußerst verständlich zu vermitteln.
Hermes war auch an der schon von Scholz begonnenen Herausgabe der Werke von Gottlob Frege beteiligt. Er war Mitherausgeber des Journal of Symbolic Logic. 1962 war er eines der Gründungsmitglieder der Deutschen Vereinigung für mathematische Logik und für Grundlagenforschung der exakten Wissenschaften (DVMLG). 1950 war er mit Arnold Schmidt und Jürgen von Kempski Mitgründer des Archiv für Mathematische Logik und Grundlagen der Mathematik.
Zu seinen Schülern zählen Werner Markwald, Arnold Oberschelp, Walter Oberschelp, Giorgio Germano, Heinz-Dieter Ebbinghaus und Jörg Flum.

## Schriften
- Definite Begriffe und berechenbare Zahlen. Semesterberichte zur Pflege des Zusammenhangs von Universitaet und Schule aus den mathematischen Seminaren, Münster Sommersemester 1937, 110–123. (Digitalisat UB Münster)
- Eine Axiomatisierung der allgemeinen Mechanik. Forschungen zur Logik und zur Grundlegung der exakten Wissenschaften, Heft 3, Leipzig 1938.
- Maschinen zur Entscheidung von mathematischen Problemen. Mathematisch-Physikalische Semesterberichte (Göttingen) (1952), 179–189.
- Die Universalität programmgesteuerter Rechenmaschinen. Mathematisch-Physikalische Semesterberichte (Göttingen) 4 (1954), 42–53.
- Einführung in die Verbandstheorie, Berlin – Göttingen – Heidelberg 1955, 2. erweiterte Aufl. 1967
- Aufzählbarkeit – Entscheidbarkeit – Berechenbarkeit. Einführung in die Theorie der rekursiven Funktionen, Berlin – Göttingen – Heidelberg 1961, 2. Aufl. 1971 (als Heidelberger Taschenbuch).
- Einführung in die mathematische Logik – Klassische Prädikatenlogik, Teubner Verlag, Stuttgart 1963, 2. erweiterte Aufl. 1969.
- Eine Termlogik mit Auswahloperator, Berlin, 1965.
- Mit Klaus Heidler und Friedrich-Karl Mahn: Rekursive Funktionen, Mannheim – Wien – Zürich 1977.
- Zahlen und Spiele, in Heinz-Dieter Ebbinghaus, Friedrich Hirzebruch, Hermes u. a.: Zahlen, Springer Verlag, 3. Auflage 1992
- Entscheidungsproblem und Dominospiele, in Konrad Jacobs (Hrsg.) Selecta Mathematica II, Springer, Heidelberger Taschenbücher, 1970
- mit Werner Markwald: Grundlagen der Mathematik, in Behnke, Süss, Fladt: Grundzüge der Mathematik, Bd. 1, 1958, Vandenhoeck und Ruprecht
- mit Heinrich Scholz Mathematische Logik, Enzyklopädie der Mathematischen Wissenschaften, Neue Folge, 1952
- mit Gottfried Köthe: Theorie der Verbände, Enzyklopädie der Mathematischen Wissenschaften, Neue Folge, 1939